# Savigny-sur-Ardres
Savigny-sur-Ardres ist eine französische Gemeinde mit 255 Einwohnern (Stand 1. Januar 2022) im Département Marne in der Region Grand Est. Sie gehört zum Arrondissement Reims und zum Gemeindeverband Champagne Vesle.

## Geografie

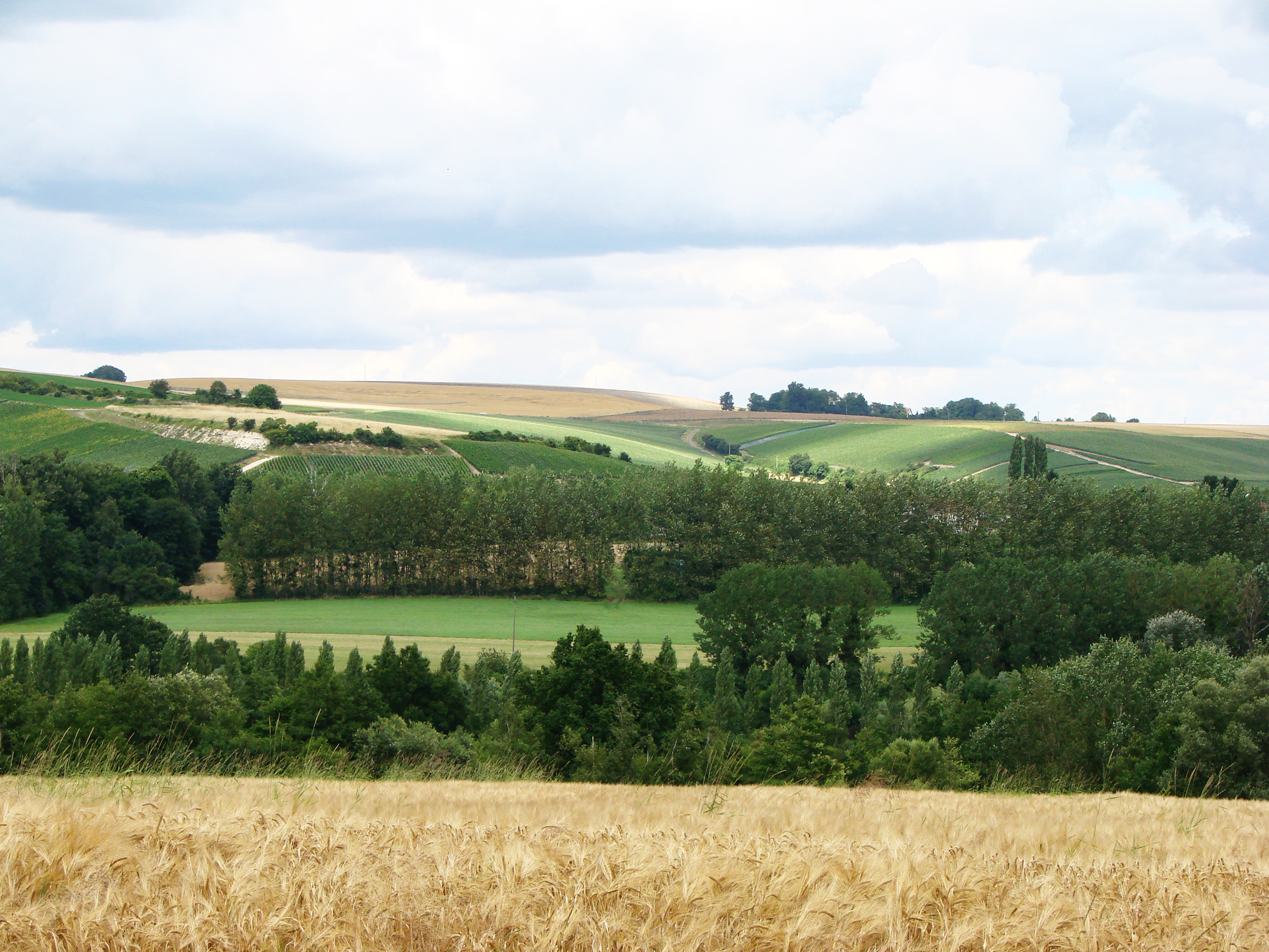
Tal der Ardre bei Savigny

Die Gemeinde Savigny-sur-Ardres liegt im Norden der historischen Landschaft Champagne, etwa 15 Kilometer westlich von Reims und 115 Kilometer nordöstlich von Paris. Das Gemeindegebiet umfasst einen Abschnitt des Flusses Ardre und das Tal des von Norden einmündenden Ruisseau de Vallée sowie das terrassenförmig ansteigende Hügelland rechts der Ardre. Nördlich und östlich des Kernortes erreicht das hufeisenförmige Plateau La Barbarie Höhen von 180 m über dem Meer (das Flusstal der Ardre liegt auf etwa 80 m ü. d. M.). Im Nordwesten wird im Montazin mit 232 m die größte Höhe verzeichnet. Während das Hochplateau weitgehend waldlos ist und von Getreidefeldern dominiert wird, sind die Hänge der Flusstäler bewaldet. An den Ufern der Ardre sind Auwaldreste erhalten geblieben. Charakteristisch für das Ardretal sind zahlreiche Weiher und Teiche, die von Fischern bewirtschaftet werden.
Savigny gehört nicht zu den ausgewiesenen Weinbaugemeinden, die Grundweine für den Champagner anbauen. Die Champagne-Weinbaugebiete Vallée de l’Ardre und Montagne de Reims liegen unmittelbar südlich und östlich von Savigny-sur-Ardres.
Fünf Kilometer südöstlich von Savigny beginnt der Regionale Naturpark Montagne de Reims.
Zur Gemeinde Savigny gehört der Weiler Le Moulin de la Vallée.
Nachbargemeinden von Savigny-sur-Ardres sind Vandeuil im Norden, Branscourt und Courcelles-Sapicourt im Nordosten, Rosnay im Osten, Treslon im Südosten, Faverolles-et-Coëmy im Süden, Lagery im Südwesten, Serzy-et-Prin im Westen sowie Hourges im Nordwesten (Berührungspunkt).

## Geschichte
Der Ursprung der Gemeinde liegt in gallo-römischer Zeit. Der Name wird als römisches Sabiniacum – einer Domäne des römischen Sabinus – gedeutet.
1284 wurde Savigny gemeinsam mit der gesamten Champagne Teil des französischen Königreiches.
In der Burg Prin, am Ufer der Ardre unmittelbar südlich von Savigny residierte 1641 Kardinal Richelieu während des Aufenthalts Ludwigs XIII. in Reims.
Landesweite Bekanntheit erlangte Savigny durch den ersten Radio-Aufruf zum Widerstand gegen die deutschen Besatzer am 21. Mai 1940 durch Charles de Gaulle von hier aus. An diesen Appell erinnert ein Denkmal an einem Haus gegenüber der Kirche.

### Bevölkerungsentwicklung
| Jahr      | 1962 | 1968 | 1975 | 1982 | 1990 | 1999 | 2006 | 2012 | 2022 |
| --------- | ---- | ---- | ---- | ---- | ---- | ---- | ---- | ---- | ---- |
| Einwohner | 234  | 211  | 220  | 279  | 259  | 259  | 261  | 256  | 255  |

Im Jahr 1836 wurde mit 431 Bewohnern die bisher höchste Einwohnerzahl ermittelt. Die Zahlen basieren auf den Daten von cassini.ehess und INSEE.

## Sehenswürdigkeiten

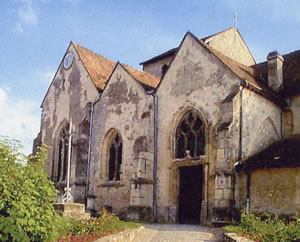
Mittelalterliche Kirche Saint-Martin

Die Kirche Saint-Martin aus dem 12. Jahrhundert mit Bleiglasfenstern aus dem 16. Jahrhundert wurde 1921 als Monument historique eingestuft.

## Wirtschaft und Infrastruktur
In der Gemeinde sind 30 Landwirtschaftsbetriebe ansässig (29 Winzer und ein Getreideanbau-Betrieb). Darüber hinaus gibt es in der Gemeinde einen Verpackungshersteller und mehrere Dienstleistungsbetriebe (Bau- und Transportbranche).
Straßenverbindungen bestehen in die nahegelegenen Gemeinden Serzy-et-Prin, Faverolles-et-Coëmy, Vandeuil, Branscourt sowie nach Jonchery-sur-Vesle. Fünf Kilometer südöstlich von Savigny verläuft die Bahnlinie Paris-Straßburg, auf der Züge des LGV Est européenne verkehren (Zustiegsmöglichkeit im nahen TGV-Bahnhof Champagne-Ardenne). Parallel zur Bahnlinie verläuft die Autoroute A4 (ebenfalls von Paris über Reims und Metz nach Straßburg, nächste Anschlussstelle ist Dormans).

## Belege
1. ↑  Originaltext (Memento des Originals vom 14. Juni 2017 im Internet Archive)  Info: Der Archivlink wurde automatisch eingesetzt und noch nicht geprüft. Bitte prüfe Original- und Archivlink gemäß Anleitung und entferne dann diesen Hinweis.
2. ↑  Savigny-sur-Ardres auf cassini.ehess
3. ↑  Savigny-sur-Ardres auf insee.fr
4. ↑  Eintrag. In: Base Mérimée des Kulturministeriums. Abgerufen am 16. Januar 2013 (französisch).
5. ↑  Landwirtschaftsbetriebe auf annuaire-mairie.fr (französisch)